# Anton Kaufmann
Anton Kaufmann (ur. 23 października 1907, zm. 27 maja 1947 w Landsberg am Lech) – zbrodniarz hitlerowski z pochodzenia Austriak, urzędnik administracji obozowej w kompleksie obozowym Mauthausen-Gusen oraz SS-Unterscharführer.
W skład personelu Gusen należał od roku 1941 do 5 maja 1945. Początkowo jako pracownik cywilny w kamieniołomach obozowych, a następnie (od lutego 1942, gdy wstąpił do Waffen-SS) jako kierownik magazynu żywnościowo-zaopatrzeniowego. Na obu tych stanowiskach nieustannie znęcał się nad więźniami. Kaufmann okazjonalnie brał również udział w egzekucjach, które miały miejsce w kamieniołomach w latach 1942–1945.
Po zakończeniu wojny został osądzony przez amerykański Trybunał Wojskowy w procesie załogi Mauthausen-Gusen (US vs. Johann Altfuldisch i inni) i skazany na karę śmierci. Wyrok na Antonie Kaufmannie wykonano przez powieszenie w więzieniu Landsberg 27 maja 1947.